# Wietse Bosmans
Pour les articles homonymes, voir Bosmans.
Wietse Bosmans (né le 30 décembre 1991 à Brasschaat) est un coureur cycliste belge, spécialisé dans le cyclo-cross et le VTT.

## Biographie
Wietse Bosmans naît le 30 décembre 1991 à Brasschaat en Belgique.
Il entre dans l'équipe continentale belge BKCP-Powerplus en 2010.
En janvier 2020, il devient champion de Belgique de cyclo-cross des élites sans contrat. Lors du contrôle antidopage effectué après la course, il présente des « résultats anormaux » et est provisoirement suspendu. Bosmans se défend d'avoir fait quelque chose de mal et veut prouver son innocence.

## Palmarès en cyclo-cross
- 2008-2009[1]
  -  Champion de Belgique juniors
  - Superprestige juniors #7, Hoogstraten
  - 4e du championnat du monde juniors
- 2009-2010
  - 3e du championnat de Belgique espoirs
- 2010-2011
  - Coupe du monde espoirs #3, Heusden-Zolder
  - Trophée GvA espoirs #5 - Azencross, Loenhout
  - Trophée GvA espoirs #6 - Grand Prix Sven Nys, Baal
  - 2e du championnat de Belgique espoirs
  - 3e de la Coupe du monde espoirs
  - 6e du championnat du monde de cyclo-cross espoirs
- 2011-2012
  -  Champion de Belgique de cyclo-cross espoirs
  - Superprestige espoirs #1, Ruddervoorde
  - Superprestige espoirs #2, Zonhoven
  - Trophée GvA espoirs #5 - Azencross, Loenhout
  - Trophée GvA espoirs #7 - Krawatencross, Lille
  - Trophée GvA espoirs #8 - Internationale Sluitingsprijs, Oostmalle
  - Side Event espoirs, Heusden-Zolder
  -  Médaillé d'argent au championnat du monde de cyclo-cross espoirs
  - 8e de la Coupe du monde espoirs
- 2012-2013
  - Vainqueur de la Coupe du monde espoirs
    - Coupe du monde espoirs #2, Plzeň
    - Coupe du monde espoirs #3, Coxyde
    - Coupe du monde espoirs #4, Heusden-Zolder
    - Coupe du monde espoirs #6, Hoogerheide

  - Superprestige espoirs #7, Hoogstraten
  - Classement général du Trophée Banque Bpost espoirs
    - Trophée Banque Bpost espoirs #3 - GP d'Hasselt, Hasselt
    - Trophée Banque Bpost espoirs #6 - Grand Prix Sven Nys, Baal

  -  Médaillé d'argent au championnat du monde de cyclo-cross espoirs
- 2015-2016
  - QianSen Trophy Cyclocross #1, Yanqing Station, Pékin
  - QianSen Trophy Cyclocross #2, Qiongzhong Station, Hainan
  - Nittany Lion Cross #1, Breinigsville
  - Nittany Lion Cross #2, Breinigsville
- 2016-2017
  - GGEW Grand Prix, Bensheim
  - Grand Prix Möbel Alvisse, Leudelange
  - Kasteelcross Zonnebeke, Zonnebeke
- 2017-2018
  - XL Ziklo Kross Igorre, Igorre
  - Kasteelcross Zonnebeke, Zonnebeke
- 2019-2020
  - CX Täby Park, Täby
  - Stockholm cyclocross, Stockholm
  - Grand Prix Košice, Košice
  - Bryksy Cross Gosciecin, Gościęcin
  - Grand Prix Möbel Alvisse, Leudelange

## Palmarès en VTT
- 2018
  -  Champion de Belgique de cross-country marathon